# Tonnidae

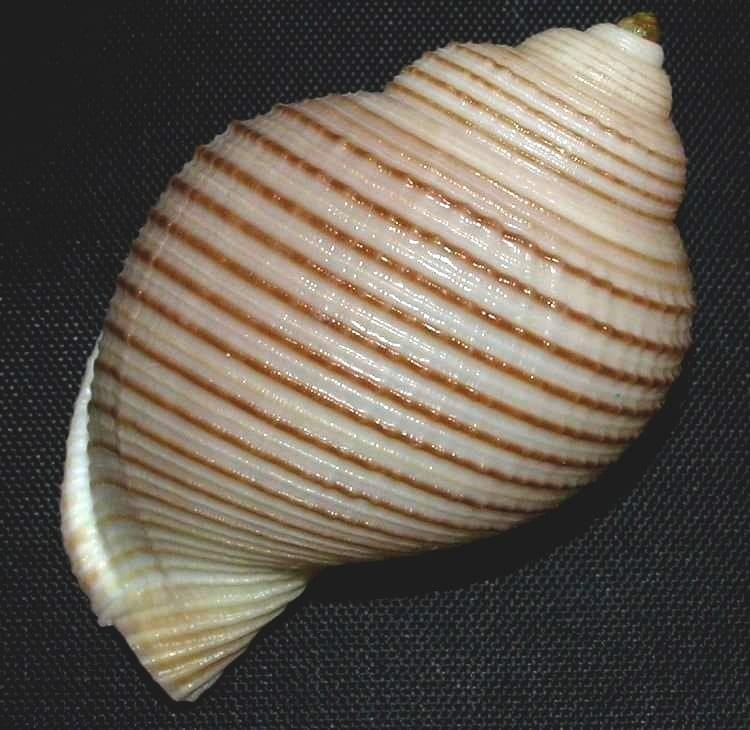
Eudolium bairdii, Taiwan.

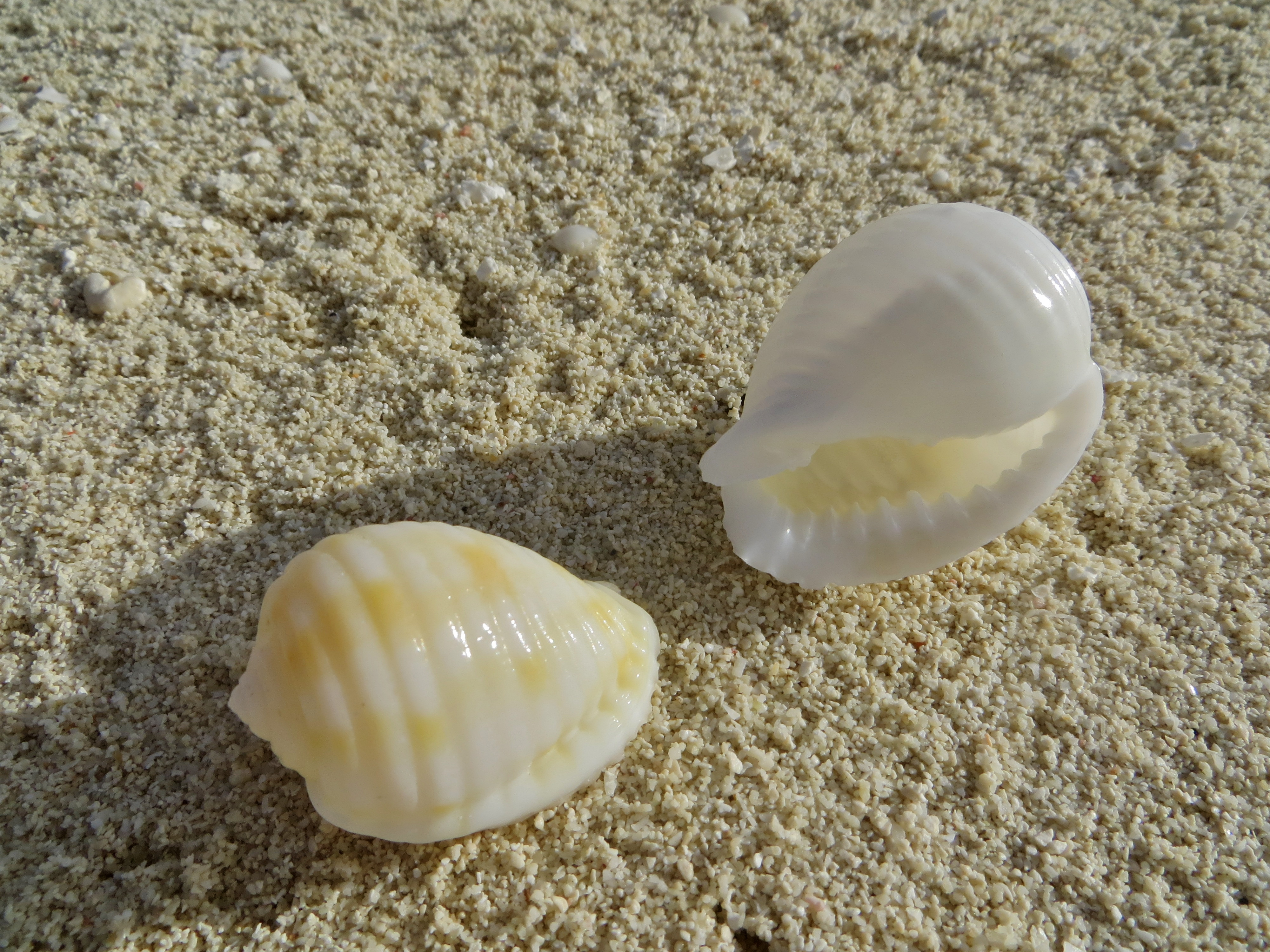
Malea pomum, Maldive, (Landaagiraavaru, Atollo Baa).

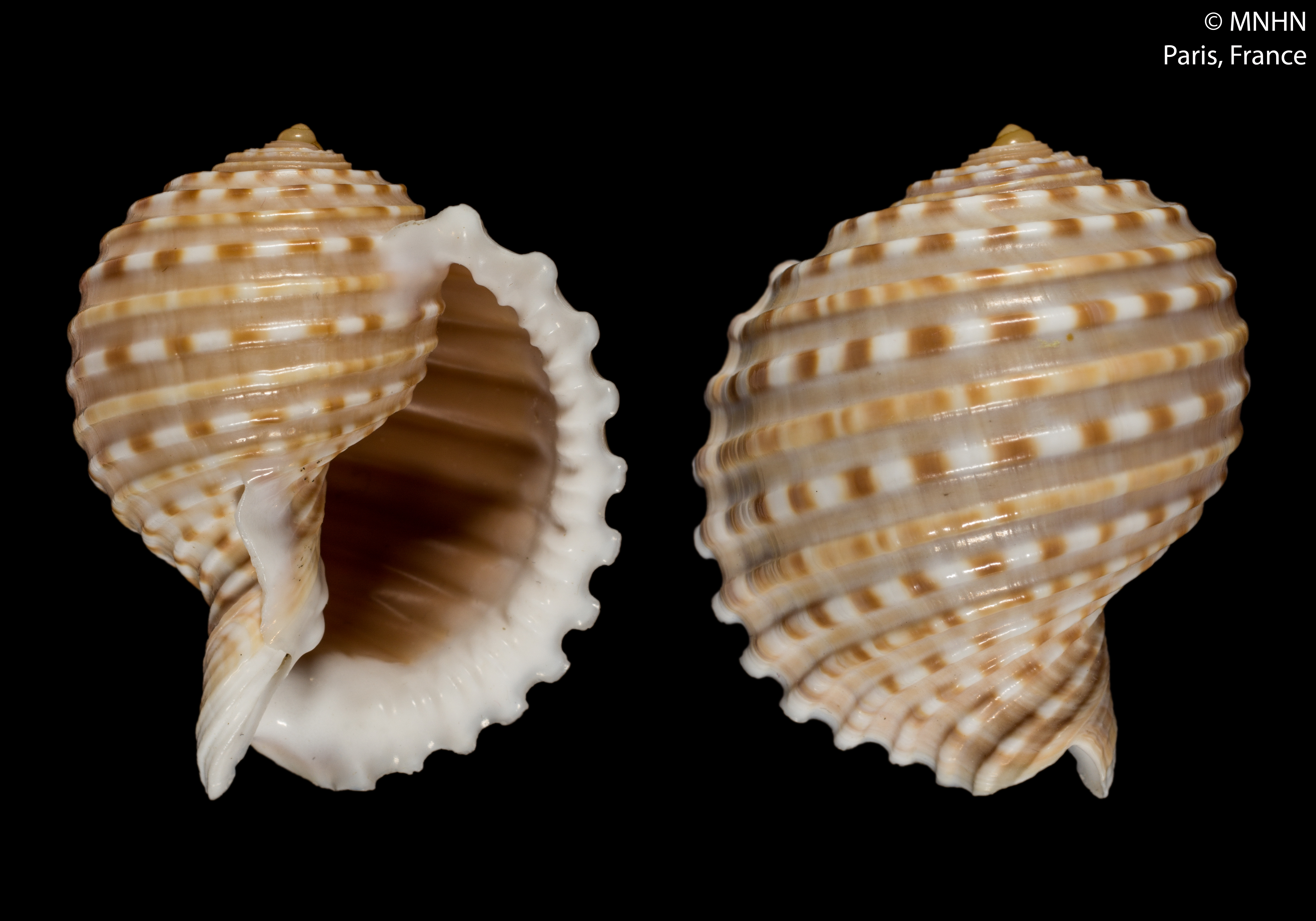
Tonna tessellata, Filippine

Tonnidae  Suter, 1913 (1825) è una famiglia di molluschi gasteropodi della sottoclasse Caenogastropoda.

## Descrizione
Conchiglie di dimensioni da medie a grandi, a parete sottile, subglobulari, con una piccola guglia e un'ultima spirale gonfiata. Scultura composta da grandi coste a spirale. Mantello dilatato; testa larga, con tentacoli distanti allungati, dilatati alla base e con occhi vicino alla base; proboscide cilindrica, molto sviluppata, estensibile e flessibile; piede lobato e dilatato davanti, con un solco orizzontale. Nessun opercolo allo stadio adulto.
Le specie si trovano in tutti i mari tropicali, dove abitano le zone sabbiose, generalmente appena sotto, fino a ben al di sotto della linea di bassa marea. Alcune specie sono presenti anche nel Mediterraneo.

## Tassonomia
La famiglia Tonnidae fu introdotta nel 1913 dallo studioso neozelandese Henry Suter per rimpiazzare il nome Doliidae con cui era nota la famiglia originariamente. Il genere tipo Tonna Brünnich, 1772; specie tipo Buccinum galea, attualmente accettato come Tonna galea (Linnaeus, 1758).
La famiglia risulta composta da tre generi:
- Genere Eudolium Dall, 1889
- Genere Malea Valenciennes, 1832
- Genere Tonna Brünnich, 1771